# Corso Vittorio Emanuele II (Nocera Inferiore)
Corso Vittorio Emanuele II è una lunga via che taglia in due la città di Nocera Inferiore. Essa si è sviluppata lungo l'antico asse commerciale rappresentato dalla via regia o nocerina, che conduceva, nei tempi remoti, la città di Nuvkrinum Alafaternum al mare (Stabia e Sorrento, città facenti parte della confederazione sannitica di cui Nuceria era a capo).

## Storia
In passato ha rappresentato il fulcro commerciale della città, essendo meta obbligata per gli spostamenti dal golfo di Napoli a quello di Salerno.
Orientato lungo l'asse est-ovest, nella toponomastica popolare cittadina si divide in Corso (dal quadrivio di via Garibaldi verso Nocera Superiore) e Corso vecchio (dal medesimo incrocio, verso Pagani). 
Vi si sono sviluppati intorno gli antichi casali della città.
Fino a metà '900, il corso comprendeva anche l'attuale Via Fucilari, come testimoniato dalla lastra marmorea ancora presente all'imbocco di suddetta strada.

## Monumenti e luoghi di interesse

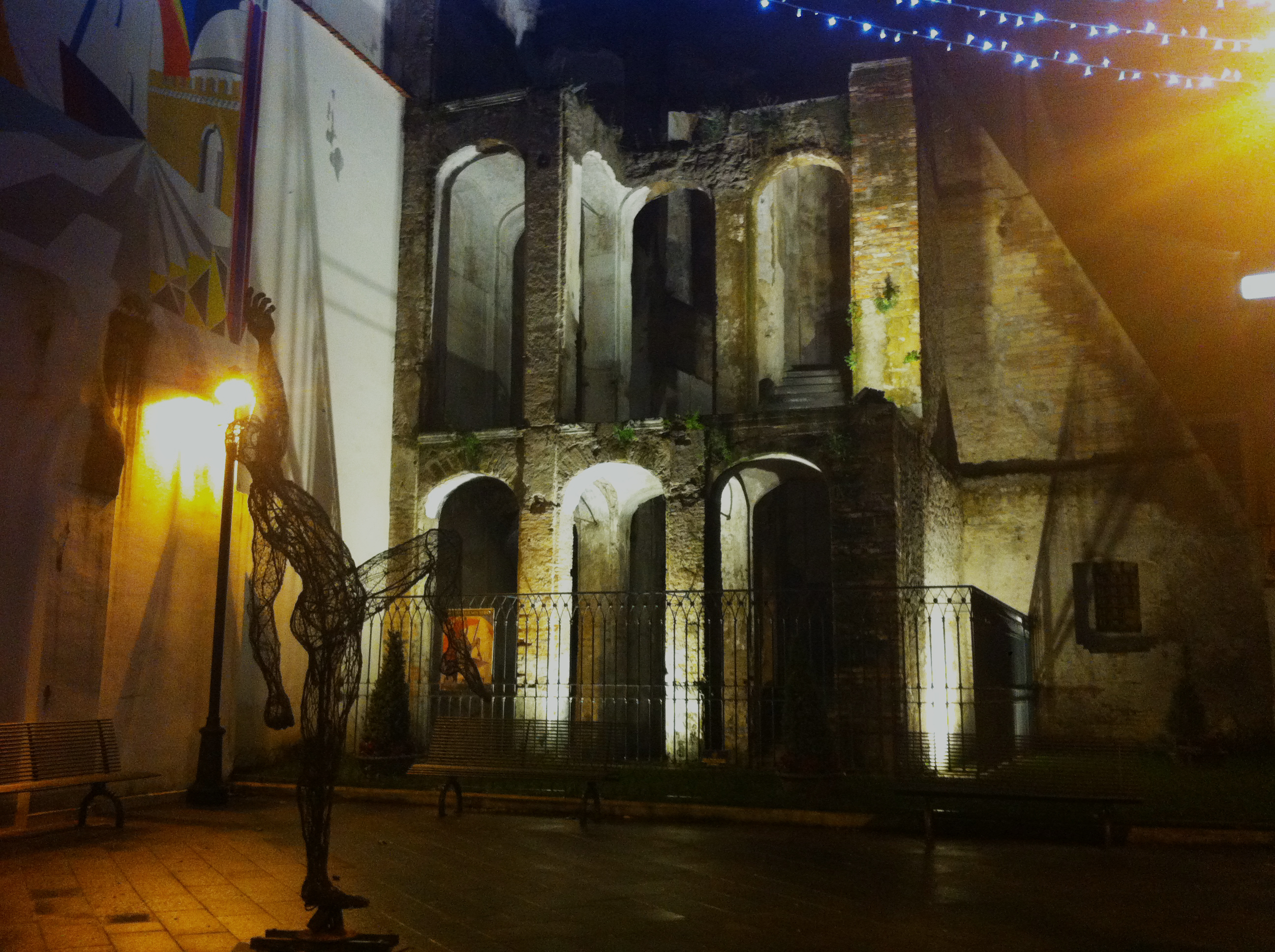
Il vecchio edificio noto come Vecchio Carcere che ospitava l'antico comune di Nocera Corpo

Il corso ha sempre rappresentato l'arteria più importante dall'antichità per l'area di Nocera.
Sull'asse del corso, oltre ai vari casali, sorgono importanti infrastrutture cittadine, quali la Biblioteca Comunale ed Archivio Storico Cittadino Raffaele Pucci, oppure il Vecchio Carcere o Palazzo pretorio e diversi uffici comunali e dell'ASL.
Fiore all'occhiello del corso, sono senza dubbio il complesso archeologico in zona San Matteo, nonché l'omonima chiesa.
Inoltre la zona è stata interessata da un rinnovamento negli ultimi anni che hanno portato alla creazione della Piazza e della Galleria del Corso.

### Curiosità
- Dopo lo scioglimento della città di Nocera dei Pagani, nel 1806, furono istituiti i comuni di Nocera Corpo e Nocera San Matteo (che furono sciolti e unificati nel 1834). Durante quel periodo, la via attualmente nota come Corso Vittorio Emanuele ospitò, in due edifici separati ma praticamente frontali (il palazzo pretorio noto come Vecchio Carcere e Palazzo San Matteo, l'attuale biblioteca comunale), i municipi delle due cittadine[1].

## Galleria d'immagini

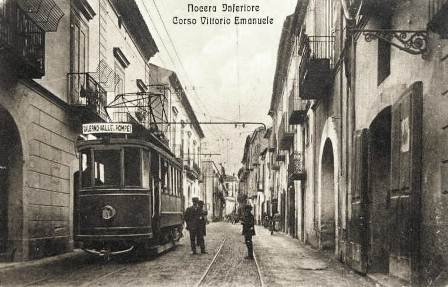
Il corso ad inizio '900
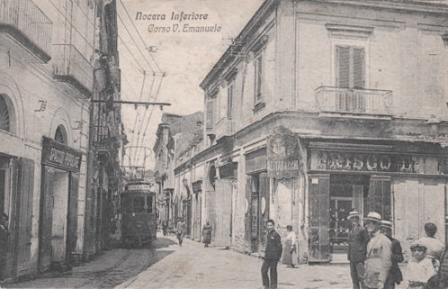
Tratto del corso a ridosso di piazza Amendola (XX secolo)
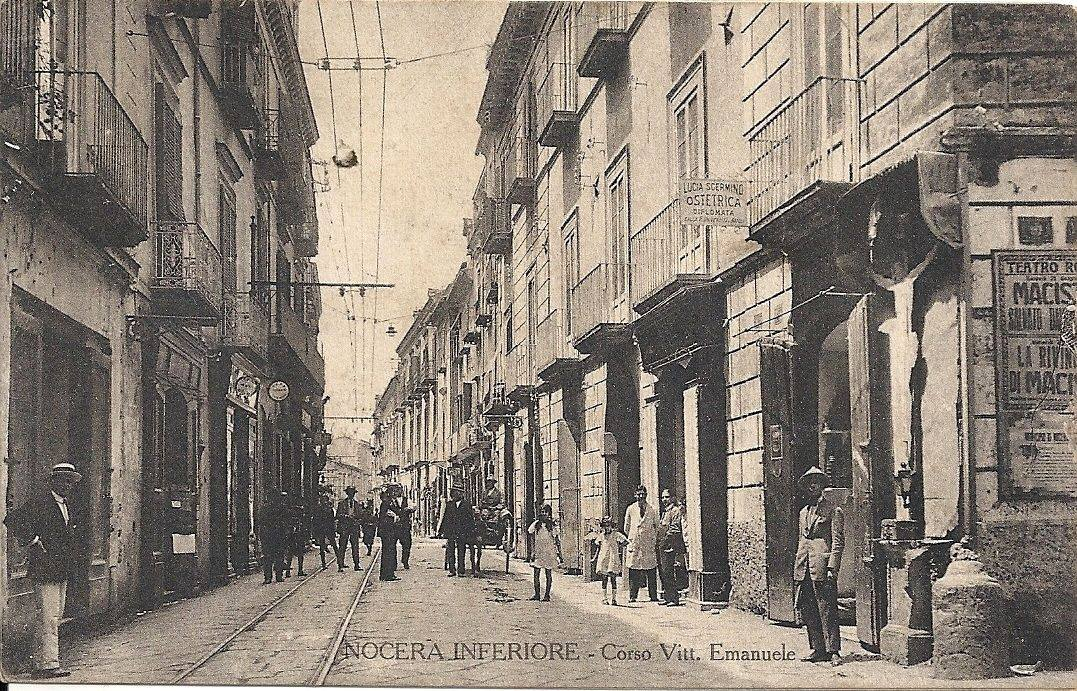
Triggio di Nocera Inferiore, datata 1924